# Pedicularis connata
Pedicularis connata är en snyltrotsväxtart som beskrevs av Hui Lin Li. Pedicularis connata ingår i släktet spiror, och familjen snyltrotsväxter. Inga underarter finns listade i Catalogue of Life.